# Malaysische Davis-Cup-Mannschaft
Die malaysische Davis-Cup-Mannschaft ist die Tennisnationalmannschaft Malaysias.

## Geschichte
1957 nahm Malaysia erstmals am Davis Cup teil. Dabei erreichte die Mannschaft als bestes Resultat bislang dreimal das Halbfinale in der Asien/Ozeanien-Gruppenzone II. Bester Spieler ist Si Yew-Ming mit 41 Siegen bei insgesamt 41 Teilnahmen. Er ist damit gleichzeitig Rekordspieler seines Landes.